# Jascha Richter
Jascha Richter (født 24. juni 1963) er en dansk sanger, sangskriver, producer og keyboardspiller. Han er bedst kendt som forsanger i pop- og soft rock-bandet Michael Learns to Rock (MLTR), der blev dannet i 1988 i Århus. Gruppen har solgt mere end 11 millioner album på verdensplan, og er især populære i Asien. Forruden at skrive til MLTR, har Jascha Richter også skrevet sange til artister som Lis Sørensen, Søs Fenger, eyeQ, Julie, C21, og Lars Lilholt Band.
Jascha Richter er født i New Hampshire i USA af dansk/tyske forældre. Som et-årig flyttede familien til Danmark.

## Diskografi
- Planet Blue (2002)
- Where I Belong (2006)